# Електронна приймальня
Електро́нна прийма́льня — це віртуальна кімната, яка має кілька сторінок на вебсайті організації, які запрограмовані для виконання функцій, пов'язаних з прийомом заяв громадян, юридичних осіб, розміщення довідкової інформації.
Робота е-приймальні передбачає можливість громадянина відслідковувати долю його запиту, скарги та пропозиції; брати інтерактивну участь в обговоренні програм розвитку чи регуляторних актів органів влади, організацій; зробити прозорим процес прийняття управлінських рішень.
Е-приймальня виконує такі функції:
- впровадження механізмів консультування з громадськістю, пасивного та активного доступу до суспільно-важливої інформації;
- збір, аналіз та поширення інформації про загальне та експертне сприйняття громадянами стану доступу до інформації;
- підвищення інтересу зацікавлених бізнес та медіа-середовищ, громадських організацій, наукових кіл на предмет використання можливостей впливати на процес прийняття рішень з важливих суспільно-політичних питань.

Основними перевагами упровадження е-приймальні у структуру органів влади чи інших організацій є:
1. Надання послуг у будь-який час.
2. Максимальна простота і прозорість (надання послуг звичайним громадянам, а не фахівцям).
3. Забезпечення конфіденційності інформації.
4. Беззастережна орієнтація на думку громадян при реалізації нововведень.

| Структурний елемент                    | Характеристика                                                                                                |
| -------------------------------------- | --- |
| Електронна черга                       | Модуль запису на прийом on-line                                                                               |
| Облік звернень громадян                | Модуль дозволяє отримувати повідомлення від користувачів, переадресовувати повідомлення усередині організації |
| Подача заявок на оформлення документів | Модуль автоматизованого обліку заявок на оформлення документів                                                |
| Бланки документів                      | Модуль дозволяє завантажувати стандартні бланки документів в електронній формі                                |